# Lago Iliamna
El lago Iliamna (del inglés: 'Iliamna Lake o Lake Iliamna') es un lago localizado en el suroeste del estado de Alaska, en el extremo norte de la península de Alaska, entre la bahía Kvichak y el Cook Inlet, a unos 160 km al oeste de Seldovia (Alaska).
Con 2600 km² de superficie, es el lago más grande de Alaska, el 8º de Estados Unidos y uno de los más grandes América del Norte. Tiene 124 kilómetros de largo y hasta 35 km de ancho, con una profundidad máxima de 301 m. A través del río Kvichak (97 km), sus aguas desembocan en la bahía de Bristol.

## Nombre
El nombre nativo del lago era Oz(ero) Bol (shoy) Ilyamna, que significa «gran lago Ilyamna», según recogen informes de 1852 del Departamento de Hidrografía de (Russian Hydrog. Dept. Chart 1455). Anteriormente, en un mapa de Rusia 1802, se llamaba Oz(ero) Shelekhovo, es decir, lago Shelekov. Según G. C. Martin, del United States Geological Survey, Iliamna se dice que es «el nombre de un mítico gran calderón que se supone habita en este lago, que agujerea con su mordisco las bidarkas de los malos indígenas». ("the name of a mythical great blackfish supposed to inhabit this lake, which bites holes in the bidarkas of bad natives.")
El nombre Iliamna deriva de "Nila Vena", un nombre de los Dena'ina Athabascan del interior, que significa «lago de las islas».

## Portage
Una carretera de portage conecta el lago Iliamna con el Cook Inlet en el lado noreste. Haciendo uso de este corto atajo, los barcos pueden llegar a la bahía de Bristol y el mar de Bering sin tener que rodear toda la península de Alaska.[cita requerida]

## Lugares poblados
En las orillas del lago Iliamna se encuentran los pueblos de Iliamna, Newhalen, Kokhanok, Pedro Bay e Igiugig.

## Vida Silvestre
El lago Iliamna se caracteriza por su pesca deportiva. Los tres objetivos principales de los pescadores en el lago son la trucha, el salmón y el tímalo. Agosto y septiembre son los meses de máxima asistencia para la captura de la gruesa trucha arco iris, algunas de los cuales pueden exceder 28 pulgadas de largo. La regulación del río Kvichak (el emisario del lago Iliamna) es de captura y liberación para la trucha (y los restantes peces nativos). Si se quiere comer lo que se pesca, el salmón es la mejor opción, ya que el salmón rojo (Red) y el salmón Chinook (King) se encuentran constantemente en el lago y están abiertos a la pesca por las regulaciones del Departamento de Pesca y Caza de Alaska. 
Iliamna también tiene una de las pocas poblaciones de foca de agua dulce del mundo.

## Monstruo
Los residentes locales cuentan una serie de historias acerca de un supuesto monstruo del Lago Iliamna el extraño esturión blanco, una criatura acuática semejante a la del monstruo de Loch Ness.